# Agente di commercio
L'agente di commercio è un'attività lavorativa che consiste nella promozione delle vendite di prodotti per conto di una o più aziende in una determinata area geografica.

## Caratteristiche
L'agente di commercio assume in maniera stabile l'incarico di promuovere contratti commerciali di vendita tra l'azienda committente e clienti potenziali, in base a un contratto di agenzia, che lo vincola su una precisa area geografica con determinati limiti e obiettivi. Per l'art. 1743 codice civile il preponente non può valersi contemporaneamente di più agenti nella stessa zona e per lo stesso ramo di attività, né l'agente può assumere l'incarico di trattare nella stessa zona e per lo stesso ramo gli affari di più imprese in concorrenza tra loro. Se il mandato ha durata nel tempo illimitata, allora il contratto si definisce a tempo indeterminato con la stessa accezione dei contratti di lavoro subordinati anche se bisogna sempre ricordare che lavorare come agente di commercio è un'attività imprenditoriale a tutti gli effetti, non soggetta a subordinazione che non prevede di solito una retribuzione fissa ma un guadagno in percentuale predeterminata sui fatturati prodotti per il mandante, ovvero le provvigioni.
L'agente di commercio è una figura lavorativa autonoma molto ricercata perché per un'azienda ha dei costi di gestione certi e mediamente più bassi di quelli sostenuti per assumere un lavoratore dipendente e comunque proporzionali al fatturato. In sostanza un agente di commercio si assume una parte del rischio d'impresa del mandante legando i propri guadagni ai risultati prodotti per l'azienda mandante. L'azienda retribuisce l'agente di commercio secondo una politica provvigionale, retribuendo cioè l'agente di commercio in base al fatturato che esso produce. Talvolta tra azienda ed agente di commercio si stabilisce che una parte della sua retribuzione sia fissa ed una parte sia variabile, cioè ancorata al fatturato.
Gli agenti di commercio in Italia si distinguono tra monomandatari e plurimandatari:
- gli agenti monomandatari promuovono esclusivamente un'azienda, costituendo quindi virtualmente un'estensione territoriale della rete vendita di questa azienda;
- gli agenti plurimandatari possono promuovere contemporaneamente più aziende come veri e propri imprenditori della promozione commerciale piuttosto che figure vicine ad un dipendente, come nel caso dell'agente monomandatario.

L'agente o rappresentante di commercio non può svolgere contemporaneamente un'altra attività alle dipendenze di persone, associazioni, enti pubblici o privati né un'altra attività che preveda l'iscrizione al ruolo dei mediatori.

### Requisiti
Egli deve essere dotato di partita IVA e di autorizzazione della camera di commercio di competenza rilasciata alla presenza di particolari requisiti professionali, tecnici, legali e morali.
In particolare, è necessario avere requisiti di carattere personale, morale e professionale:
- requisiti personali (ad esempio, avere raggiunto la maggiore età, essere in possesso della cittadinanza UE ecc.)
- requisiti morali (ad esempio, non aver riportato condanne definitive per reati contro la pubblica amministrazione, truffa, furto ecc.)
- requisiti professionali (ad esempio, aver superato uno specifico corso professionale oppure aver maturato una esperienza lavorativa biennale nel settore vendite oppure essere socio o amministratore di una società del settore ecc.).

Un aspetto apprezzato per svolgere l'attività è quello relativo alla certificazione in qualità della propria agenzia, tale requisito seppure non obbligatorio, assume nei confronti del mercato un titolo di prestigio a garanzia della propria professionalità.

### Comunicazione inizio attività
In base ai decreti del Ministero dello Sviluppo Economico del 26/10/2011, pubblicati sulla Gazzetta Ufficiale n. 10 del 13/1/2012, dal 12 maggio 2012, chi vuole iniziare la professione di agente o rappresentante di commercio non deve più iscriversi al ruolo, ormai soppresso. Per iniziare l'attività, è necessario inviare alla camera di commercio di competenza una segnalazione certificata di inizio attività (SCIA). L'invio è possibile solo in forma telematica utilizzando la procedura della comunicazione unica e la comunicazione va firmata digitalmente.
Occorre allegare alla SCIA:
1. il contratto di agenzia utilizzato nel corso dell'attività. Questo deve solitamente indicare:
  - la posizione (cioè agente o rappresentante);
  - la zona interessata (quella cioè per la quale si avrà l'incarico di promuovere o concludere contratti);
  - la data di effetto del contratto, che coincide con quella di inoltro della SCIA al registro delle imprese;
2. i documenti che attestano il possesso dei requisiti professionali;
3. attestazione del versamento della tassa di concessione governativa.

Gli agenti che trattano preziosi importati dall'estero devono ottenere in precedenza la licenza della questura e presentarla insieme alla SCIA. Il costo complessivo dell'iscrizione (avendo già il requisito professionale, senza quindi effettuare il corso) è di circa 400 euro (tassa concessione governativa, diritti di segreteria camerali, invio telematico, imposta di bollo, diritto annuale camerale). Chi non ha i requisiti inizia solitamente l'attività con la ditta mandante quale procacciatore d'affari per poi diventare agente una volta frequentato il corso abilitante.

### Compensi e fisso mensile
Dal punto di vista legale, l'agente non ha diritto a un compenso fisso. Tuttavia, visto che che soprattutto in momenti di crisi economica può risultare difficile ampliare la propria forza commerciale se gli agenti devono affrontare i primi mesi di collaborazione senza la prospettiva di un guadagno certo, numerose aziende hanno iniziato a offrire agli agenti un "fisso mensile". Tale somma viene corrisposta in due forme: a) quale anticipo del fatturato mensile atteso / generato (e quindi scalata dalle spettanze vere e proprie per lo più a livello trimestrale) b) quale corresponsione di una somma minima garantita mensilmente. Non esiste una statistica attendibile su quante siano le aziende che offrono un fisso mensile.

## Figure assimilabili
Possono definirsi genericamente venditori o consulenti commerciali anche venditori nell'ambito immobiliare, assicurativo, agenti del settore automotive o farmaceutico come il "promulgatore scientifico" o informatore scientifico, finanziario ovvero, quello che, a differenza del "propagandista di medicinali" si limita ad una mera illustrazione dei prodotti, senza promuoverne o concluderne la vendita.

## Differenze con ilrappresentante di commercio
A differenza dell'agente di commercio, il rappresentante di commercio ha il potere di concludere effettivamente i contratti che ha promosso, cioè anche di firmarli in nome e per conto dell'impresa per cui lavora. L'attività di rappresentante commerciale, spesso viene confusa con l'attività di agente di commercio, nonché con quella di procacciatore d'affari che in qualità di intermediario, ha il compito di ricercare intermediazioni per conto dell'impresa proponente con la possibilità di stipulare contratti che però potranno essere conclusi solo "salvo accettazione della casa mandante".
L'agente o rappresentante di commercio svolge quindi un'attività di promozione commerciale in nome e per conto dell'azienda che lo ha ingaggiato e si distingue dal procacciatore di affari per la necessaria autorizzazione che deve essere rilasciata dalla Camera di Commercio competente e per una maggiore tutela legale sancita oltre che dal Codice civile italiano, da accordi economici collettivi (AEC) di settore appositamente redatti. Il procacciatore di affari, lavoratore autonomo con Partita IVA titolare di ditta individuale, si distingue a sua volta dal procacciatore di affari occasionale, che, in forma temporanea e atipica, può segnalare clientela potenziale ad una o più aziende.

## Fonti normative
- Articoli del Codice Civile dal 1742 al 1752;
- Legge 3 maggio 1985 n. 204;
- Decreti del Ministero dello Sviluppo Economico del 26/10/2011, pubblicati sulla Gazzetta Ufficiale n. 10 del 13/1/2012;